# العلاقات الإماراتية الليبية
العلاقات الإماراتية الليبية هي العلاقات الثنائية التي تجمع بين الإمارات العربية المتحدة وليبيا.

## مقارنة بين البلدين
هذه مقارنة عامة ومرجعية للدولتين:
| وجه المقارنة                                              | الإمارات العربية المتحدة | ليبيا                                       |
| --------------------------------------------------------- | ------------------------ | ------------------------------------------- |
| المساحة (كم2)                                             | 83.60 ألف                | 1.76 مليون                                  |
| عدد السكان (نسمة)                                         | 9.40 مليون               | 6.37 مليون                                  |
| الكثافة السكانية (ن./كم²)                                 | 112.44                   | 3.62                                        |
| العاصمة                                                   | أبو ظبي                  | طرابلس                                      |
| اللغة الرسمية                                             | اللغة العربية            | اللغة العربية، اللغة العربية الفصحى الحديثة |
| العملة                                                    | درهم إماراتي             | دينار ليبي                                  |
| الناتج المحلي الإجمالي (بليون دولار)                      | 382.58 مليار             | 50.98 مليار                                 |
| الناتج المحلي الإجمالي (تعادل القوة الشرائية) بليون دولار | 640.72 مليار             | 69.32 مليار                                 |
| الناتج المحلي الإجمالي الاسمي للفرد دولار أمريكي          | 40.44 ألف                |                                             |
| الناتج المحلي الإجمالي للفرد دولار أمريكي                 | 67.67 ألف                | 15.60 ألف                                   |
| مؤشر التنمية البشرية                                      | 0.835                    | 0.724                                       |
| رمز المكالمات الدولي                                      | +971                     | +218                                        |
| رمز الإنترنت                                              | .ae، .امارات             | .ly                                         |
| المنطقة الزمنية                                           | ت ع م+04:00              | ت ع م+02:00، توقيت شرق أوروبا               |

## مدن متوأمة
في ما يلي قائمة باتفاقيات التوأمة بين مدن إماراتية وليبية:
- ترتبط إمارة أبوظبي مع طرابلس باتفاقية توأمة.
- ترتبط أبوظبي مع طرابلس باتفاقية توأمة منذ 2009.[14][14][14][14]

## منظمات دولية مشتركة
يشترك البلدان في عضوية مجموعة من المنظمات الدولية، منها:
| علم المنظمة | اسم المنظمة                                 | تاريخ انضمام الإمارات العربية المتحدة | تاريخ انضمام ليبيا |
| ----------- | ------------------------------------------- | ------------------------------------- | ------------------ |
|             | وكالة ضمان الاستثمار متعدد الأطراف          | 20 أكتوبر 1993                        | 5 أبريل 1993       |
|             | الأمم المتحدة                               | 9 ديسمبر 1971                         | 14 ديسمبر 1955     |
|             | جامعة الدول العربية                         | 6 ديسمبر 1971                         | 28 مارس 1953       |
|             | صندوق النقد العربي                          | ?                                     | ?                  |
|             | منظمة التعاون الإسلامي                      | ?                                     | ?                  |
|             | منظمة حظر الأسلحة الكيميائية                | ?                                     | ?                  |
|             | منظمة الشرطة الجنائية الدولية               | ?                                     | ?                  |
|             | البنك الإفريقي للتنمية                      | ?                                     | ?                  |
|             | الصندوق العربي للإنماء الاقتصادي والاجتماعي | ?                                     | ?                  |
|             | مؤسسة التنمية الدولية                       | 23 ديسمبر 1981                        | 1 أغسطس 1961       |
|             | يونسكو                                      | 20 أبريل 1972                         | 27 يونيو 1953      |
|             | الاتحاد البريدي العالمي                     | ?                                     | ?                  |
|             | البنك الدولي للإنشاء والتعمير               | 22 سبتمبر 1972                        | 17 سبتمبر 1958     |
|             | المصرف العربي للتنمية الاقتصادية في أفريقيا | ?                                     | ?                  |
|             | الاتحاد الدولي للاتصالات                    | 27 يونيو 1972                         | 3 فبراير 1953      |
|             | مؤسسة التمويل الدولية                       | 30 سبتمبر 1977                        | 18 سبتمبر 1958     |

## وصلات خارجية
- موقع وزارة الخارجية الإماراتية
- موقع وزارة الخارجية الليبية